# Stranskiit
Stranskiit ist ein sehr selten vorkommendes Mineral aus der Mineralklasse der „Phosphate, Arsenate und Vanadate“. Er kristallisiert im triklinem Kristallsystem mit der chemischen Zusammensetzung CuZn2[AsO4]2 und ist damit chemisch gesehen ein Kupfer-Zink-Arsenat.
Stranskiit entwickelt tafelige Kristalle, die zu radialstrahligen Aggregaten bis zu 1 cm Größe zusammentreten können.

## Etymologie und Geschichte

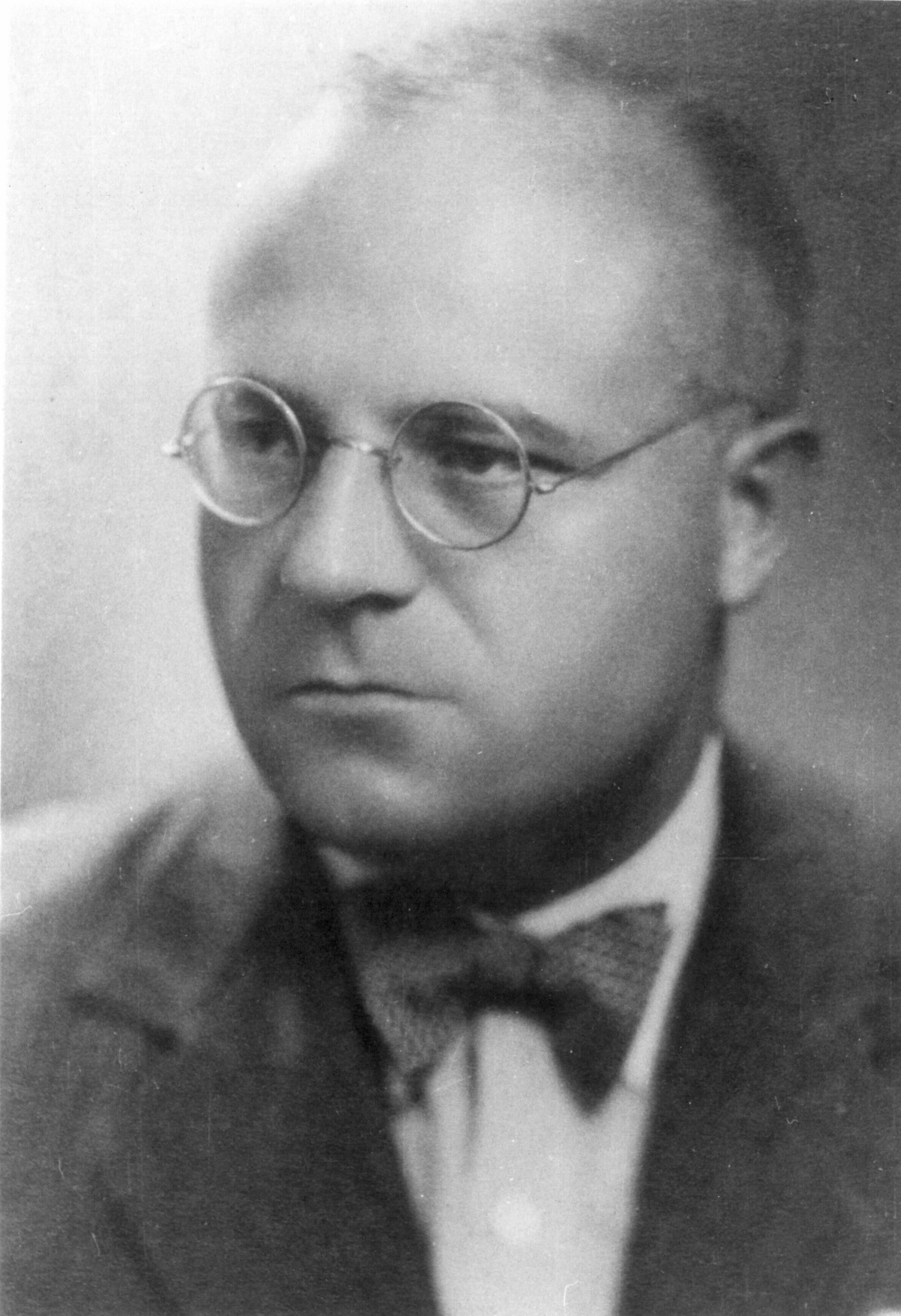
Iwan Stranski – der Namensgeber für den Stranskiit

Als Entdecker des Stranskiits gilt Hugo Strunz, der das Mineral 1957 auf der 30. Sohle „in 1000 m Tiefe der Tsumeb-Mine in SW-Afrika entdeckt und gesammelt“ hat. Entsprechende Untersuchungen führten zur Feststellung des Vorliegens eines neuen Minerals, welches kurze Zeit später, im Jahre 1960, von Hugo Strunz in einem kurzen Artikel als Stranskiit beschrieben werden konnte. Benannt wurde das Mineral nach dem bulgarischen Physikochemiker und Direktor des Instituts für Physikalische Chemie der Technischen Universität Berlin Professor Iwan Nikolow Stranski (1897–1979), der auch als „Vater der Kristallwachstumsforschung“ und Mitbegründer der Kossel-Stranski-Theorie bekannt geworden ist.
Typmaterial des Minerals wird an der Technischen Universität Berlin (Holotyp, Sammlungs-Nr. 86/63, 86/64 und 88/14 am Standort 25-9) aufbewahrt.

## Klassifikation
Bereits in der veralteten, aber teilweise noch gebräuchlichen 8. Auflage der Mineralsystematik nach Strunz gehörte der Stranskiit zur Mineralklasse der „Phosphate, Arsenate und Vanadate“ und dort zur Abteilung der „Wasserfreien Phosphate [PO4]3−, ohne fremde Anionen“, wo er zusammen mit Lammerit und Xanthiosit die unbenannte Gruppe VII/A.09 bildete.
Die seit 2001 gültige und von der International Mineralogical Association (IMA) verwendete 9. Auflage der Strunz’schen Mineralsystematik ordnet den Stranskiit ebenfalls in die Abteilung der „Phosphate usw. ohne zusätzliche Anionen; ohne H2O“ ein. Diese ist allerdings weiter unterteilt nach der relativen Größe der beteiligten Kationen, so dass das Mineral entsprechend seiner Zusammensetzung in der Unterabteilung „Mit mittelgroßen Kationen“ zu finden ist, wo es als Namensgeber die „Stranskiitgruppe“ mit der System-Nr. 8.AB.35 und dem einzigen weiteren Mitglied Mcbirneyit bildet.
Auch die vorwiegend im englischen Sprachraum gebräuchliche Systematik der Minerale nach Dana ordnet den Stranskiit in die Klasse der „Phosphate, Arsenate und Vanadate“ und dort in die Abteilung der „Wasserhaltigen Phosphate etc.“ ein. Hier ist er als einziges Mitglied in der unbenannten Gruppe 38.03.07 innerhalb der Unterabteilung der „Wasserfreien Phosphate etc., (A+B2+)3(XO4)2“ zu finden.

## Chemismus
Stranskiit hat die gemessene Zusammensetzung (Zn1,73Ca0,10Mg0,09Fe0,05)Σ=1,97Cu1,07[(As0,95Si0,05)Σ=1,00O4]2, was vereinfacht als Zn2Cu[AsO4]2 geschrieben werden kann und 34,47 % ZnO, 16,85 % CuO und 48,68 % As2O5 erfordert.

## Kristallstruktur
Stranskiit kristallisiert im triklinen Kristallsystem in der Raumgruppe P1 (Raumgruppen-Nr. 2) mit den Gitterparametern a = 5,08 Å; b = 6,69 Å; c = 5,30 Å; α = 110,2°; β = 112,1° und γ = 86,7° sowie einer Formeleinheit pro Elementarzelle.
In der Kristallstruktur des Stranskiits sind versetzt angeordnete Ketten parallel [010] aus tetragonalen Cu[4+2]-Dipyramiden und Dimern aus zwei eckenverknüpften trigonalen Zn[3+2]-Dipyramiden durch AsO4-Tetraeder zu einem Gerüst verbunden. Die Struktur kann auch als Gerüst aus Sechser-ZnO5-AsO4-Ringen beschrieben werden, die durch Cu-Dipyramiden miteinander verknüpft sind.

## Eigenschaften

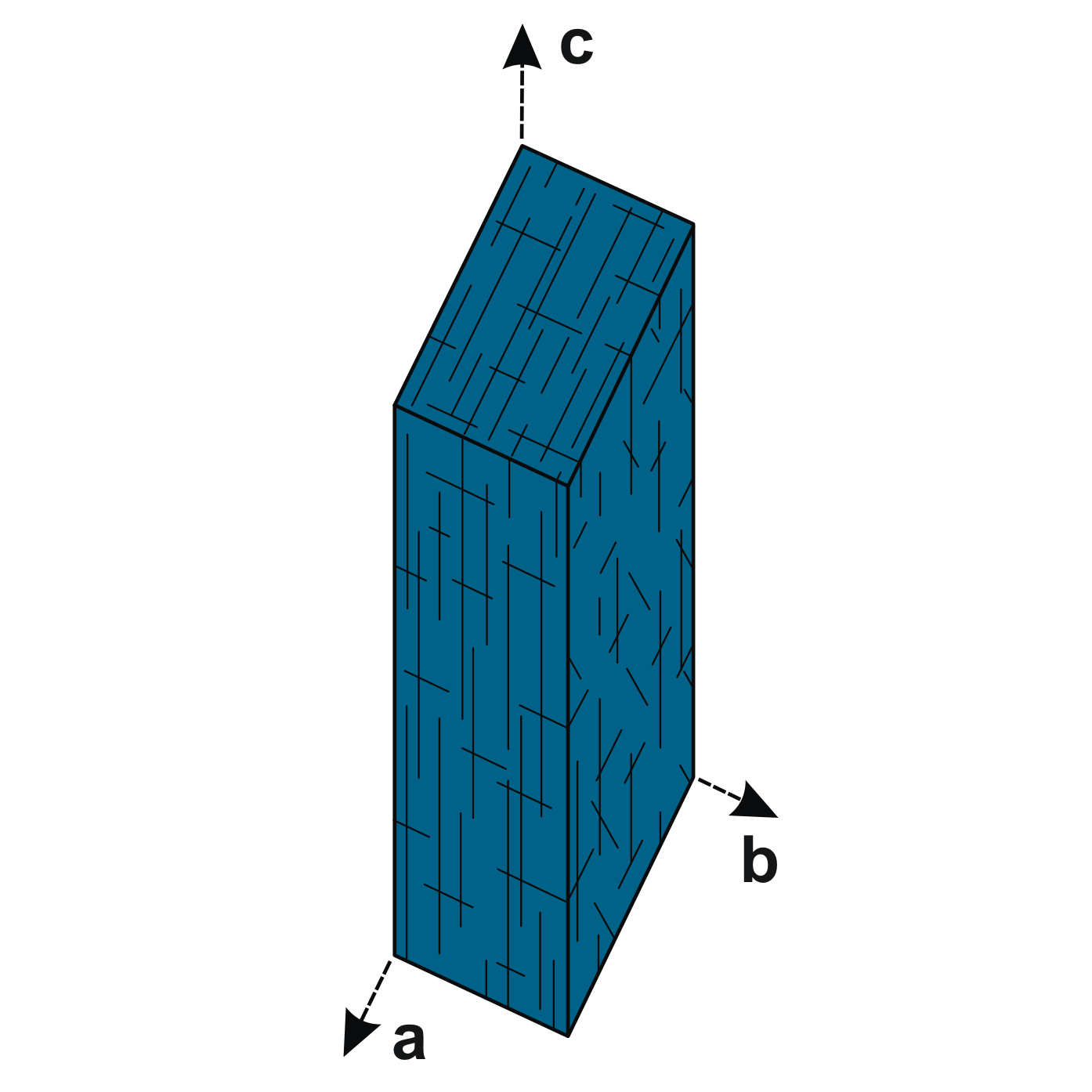
Zeichnung eines von Spaltflächen begrenzten Stranskiit-Kristalls aus der Tsumeb Mine

### Morphologie
Stranskiit entwickelt tafelige Kristalle, die zu radialstrahligen Aggregaten bis zu 1 cm Größe zusammentreten können. Ferner kommt das Mineral massiv in Form von mehrere Millimeter dicken Belägen und in bis zu zentimetergroßen, hybidiomorphen Körnern vor, welche die Zersetzungshohlräume des Primärerzes meist vollständig ausfüllen.

### Physikalische und chemische Eigenschaften
Die Kristalle des Stranskiits sind cyanblau oder weiß. Die Strichfarbe wird nicht angegeben, die Pulverfarbe der cyanblauen Kristalle dürfte jedoch hellblau, die der weißen Kristalle ebenfalls weiß sein. Die Oberflächen der durchscheinenden bis durchsichtigen Kristalle weisen einen starken Glanz auf, der auch als Glasglanz beschrieben wird.
Das Mineral besitzt drei verschiedene Spaltbarkeiten. Es spaltet vollkommen nach {010}, gut nach {100} sowie undeutlich nach {001} und {101}. Mit einer Mohshärte von 4 gehört Stranskiit zu den mittelharten Mineralen, die sich ähnlich wie das Referenzmineral Fluorit mit dem Taschenmesser leicht ritzen lassen. Die gemessene Dichte des Minerals beträgt 5,23 g/cm³, seine berechnete Dichte liegt je nach Autor bei 5,00 bis 5,10 g/cm³.

## Bildung und Fundorte
Als sehr seltene Mineralbildung konnte Stranskiit bisher nur von wenigen Fundorten beschrieben werden. Bisher (Stand 2016) sind erst sieben Fundpunkte bekannt. Als Typlokalität gilt die weltberühmte Cu-Pb-Zn-Ag-Ge-Cd-Lagerstätte der „Tsumeb Mine“ (Tsumcorp Mine) in Tsumeb, Region Oshikoto, Namibia, wo Stranskiit erstmals auf der 30. Sohle auf Chalkosin gefunden worden ist. 1976 wurde in der Tsumeb Mine eine Stufe mit Stranskiit auf der 31. Sohle am E 9 Pillar geborgen. Stranskiit fand sich dabei in millimeter- bis zentimetergroßen Einschlüssen im massiven Tennantit, als Begleitminerale traten Galenit und weitere Arsenate wie Adamin, Olivenit und Schultenit auf. Ein weiterer Fund mit Stranskiit gelang in der Tsumeb Mine im Juni 1994 auf der 45. Sohle. Dabei saß Stranskiit in Form von weißen (!) Aggregaten auf einem blauen (!) Mineral, welches als K-Ca-(Cu,Zn)-As-Phase erkannt wurde, die Arbeitsbezeichnung GS3 trägt und bis heute nicht vollständig bestimmt ist.
Stranskiit ist ein typisches Sekundärmineral und bildete sich in der zweiten (unteren) Oxidationszone der in Dolomitsteinen sitzenden hydrothermalen polymetallischen Erzlagerstätte Tsumeb aus kupfer- und zinkhaltigen Sulfiden. Stranskiit ist mitunter mit Warikahnit in farblosen bis blassgelben Aggregaten sowie mit farblosem bis weißem Koritnigit oder Claudetit verwachsen. Als Parageneseminerale wurden in Tsumeb außer den genannten Mineralen Anglesit, Bayldonit, Cuproadamin, Keyit, Ludlockit, Tsumcorit, Duftit, Karminit, Beudantit, Skorodit, O’Danielit, Zinkroselith und Leiteit identifiziert.
Neben der Tsumeb Mine ist Stranskiit noch aus der Grube Friedrichssegen bei Lahnstein unweit Bad Ems, Rhein-Lahn-Kreis, Rheinland-Pfalz, Deutschland, aus dem Kramstollen bei Maukenötz im Revier Schwaz-Brixlegg im Inntal, Tirol, Österreich, sowie dem Gebiet von Kukhi-Malik bei Ravat am Fluss Jagnob, Zeravshan Mountain Range, Viloyati (Provinz) Sughd in Tadschikistan, bekannt. Darüber hinaus ist Stranskiit noch an drei deutschen Schlackenfundstellen identifiziert worden. Dazu gehören das Schlackenvorkommen an der ehemaligen Zinkhütte Genna bei Letmathe-Iserlohn, Sauerland, Nordrhein-Westfalen, die Schlackenfundstelle Schlackental bei Oberschulenberg, Altenau-Schulenberg im Oberharz und die Schlackenfundstelle an der Silberhütte in Altenau, beide im Landkreis Goslar, Harz.

## Verwendung
Aufgrund seiner Seltenheit ist Stranskiit nur für den Mineralsammler interessant. Allerdings kommt es häufig zu Verwechslungen mit optisch ähnlichen Mineralen wie Langit, Linarit, Devillin und Schultenit. Auch mit Keyit sind Verwechslungen vorgekommen, jedoch ist Stranskit nur selten mit Adamin-Olivenit vergesellschaftet und kommt in größeren Körnern vor, welche eine ausgeprägte Spaltbarkeit aufweisen.